# Ligne 1 du métro de New York
 (janvier 2022).
Si vous disposez d'ouvrages ou d'articles de référence ou si vous connaissez des sites web de qualité traitant du thème abordé ici, merci de compléter l'article en donnant les références utiles à sa vérifiabilité et en les liant à la section « Notes et références ».
Pour les articles homonymes, voir Ligne 1.
La ligne 1 du métro de New York, dite « 1 Broadway – 7 Avenue Local », est une ligne (au sens de desserte ou service en anglais) du métro de New York. Sa couleur est le rouge étant donné qu'elle circule sur l'IRT Broadway-Seventh Avenue Line sur la majorité de son tracé.

## Historique

Ancien icône de la Ligne 1 de 1967 jusqu'en 1979.

Icône de la ligne 9

### Histoire
La desserte ligne 1 circule 24 heures sur 24 et sept jours sur sept. Issue du réseau de l'ancienne Interborough Rapid Transit Company (IRT) et rattachée à la Division A, elle fait en outre partie des premières ligne du réseau puisque ses premières sections ont ouvert leurs portes en octobre 1904. La ligne a par la suite connu plusieurs extensions qui ont de fait également modifié les parcours des différents services.
Le service 9, qui reposait sur le système skip/stop (passage/arrêt selon l'importance des stations) 1/9 fut mis en place en août 1989 pour répondre à la demande de mise en place de nouvelles dessertes. Au départ, presque toutes les stations entre 242 Street–Van Cortlandt Park dans le Bronx et 137th Street–City College à Manhattan étaient en skip, ce qui signifie qu'un métro sur deux ne s'y arrêtait pas. Cependant, au fur et à mesure, certaines stations sont devenues de plus en plus fréquentées, et le nombre de stations sautées a ainsi progressivement diminué. En 1995, la ligne 1 ne sautait plus que trois stations, et la ligne 9, quatre. Le système fut alors supprimé et la ligne 9 circula pour la dernière fois le 27 mai 2005.

### Fréquentation
La ligne 1 constitue l'un des services les plus empruntés du métro new-yorkais. Cela est notamment dû au fait que la ligne est local (omnibus), qu'elle dessert Manhattan du nord au sud et aussi au fait que la ligne relie la plupart des "hubs" importants du reseau : Times Square – 42nd Street, 34th Street – Penn Station, ou encore South Ferry – Whitehall Street.

## Tracé et stations

### Tracé du service desserte 1
Le service desserte « 1 » circule sur la totalité de la ligne  d'infrastructure IRT Broadway-Seventh Avenue Line.

### Liste des stations
| Légende | Légende                                                   |
| ------- | --------------------------------------------------------- |
|         | Sert toujours cette station                               |
|         | Sert toujours cette station, sauf la nuit                 |
|         | Service limité                                            |
|         | Sert cette station durant la nuit                         |
|         | Sert toujours cette station, sauf aux heures de pointe    |
|         | Sert cette station durant les heures de points            |
|         | Sert cette station durant la semaine                      |
|         | Sert cette station durant la nuit et les fins de semaines |
|         | Sert cette station durant les fins de semaines            |

|  | Station                                   | (1)      | Correspondances                                                          |
|  | ----------------------------------------- | -------- | ------------------------------------------------------------------------ |
|  | Bronx                                     |          |                                                                          |
|  | Van Cortlandt Park – 242nd Street         | Toujours |                                                                          |
|  | 238th Street                              | Toujours |                                                                          |
|  | 231st Street                              | Toujours |                                                                          |
|  | Manhattan                                 |          |                                                                          |
|  | Marble Hill – 225th Street                | Toujours | Metro-North Railroad                                                     |
|  | 215th Street                              | Toujours |                                                                          |
|  | 207th Street                              | Toujours |                                                                          |
|  | Dyckman Street                            | Toujours |                                                                          |
|  | 191st Street                              | Toujours |                                                                          |
|  | 181st Street                              | Toujours |                                                                          |
|  | 168th Street                              | Toujours | (A) · (C)                                                                |
|  | 157th Street                              | Toujours |                                                                          |
|  | 145th Street                              | Toujours |                                                                          |
|  | 137th Street – City College               | Toujours |                                                                          |
|  | 125th Street                              | Toujours |                                                                          |
|  | 116th Street – Columbia University        | Toujours |                                                                          |
|  | Cathedral Parkway – 110th Street          | Toujours |                                                                          |
|  | 103rd Street                              | Toujours |                                                                          |
|  | 96th Street                               | Toujours | (2) · (3)                                                                |
|  | 86th Street                               | Toujours | (2)                                                                      |
|  | 79th Street                               | Toujours | (2)                                                                      |
|  | 72nd Street                               | Toujours | (2) · (3)                                                                |
|  | 66th Street - Lincoln Center              | Toujours | (2)                                                                      |
|  | 59th Street - Columbus Circle             | Toujours | (2) · (A) · (B) · (C) · (D)                                              |
|  | 50th Street                               | Toujours | (2)                                                                      |
|  | Times Square - 42nd Street                | Toujours | (2) · (3) · (A) · (C) · (E) · (N) · (Q) · (R) · (W) · (7) · (<7>) · (S1) |
|  | 34th Street – Penn Station                | Toujours | (2) · (3)                                                                |
|  | 28th Street                               | Toujours | (2)                                                                      |
|  | 23rd Street                               | Toujours | (2)                                                                      |
|  | 18th Street                               | Toujours | (2)                                                                      |
|  | 14th Street / Sixth Avenue                | Toujours | PATH                                                                     |
|  | Christopher Street – Sheridan Square (en) | Toujours | (2)                                                                      |
|  | Houston Street (en)                       | Toujours | (2)                                                                      |
|  | Canal Street (en)                         | Toujours | (2)                                                                      |
|  | Franklin Street (en)                      | Toujours | (2)                                                                      |
|  | Chambers Street                           | Toujours | (2) · (3)                                                                |
|  | WTC Cortlandt                             | Toujours |                                                                          |
|  | Rector Street (en)                        | Toujours |                                                                          |
|  | South Ferry – Whitehall Street            | Toujours | Staten Island Ferry                                                      |

## Exploitation

### Desserte
Le service 1 fonctionne 24h/24h tous les jours de la semaine.. L'intervalle moyen de passage entre deux rames est de 5 minutes en heure de pointe et de 10 minutes en heure creuse. Le temps de parcours moyen entre les stations Van Cortlandt Park – 242nd Street et South Ferry – Whitehall Street. est d’environ 55 minutes.

### Matériel Roulant
La ligne est intégralement équipée par 30 rames R62A depuis 1985. Elle possède aussi 1 train additionnel R62.

R62A
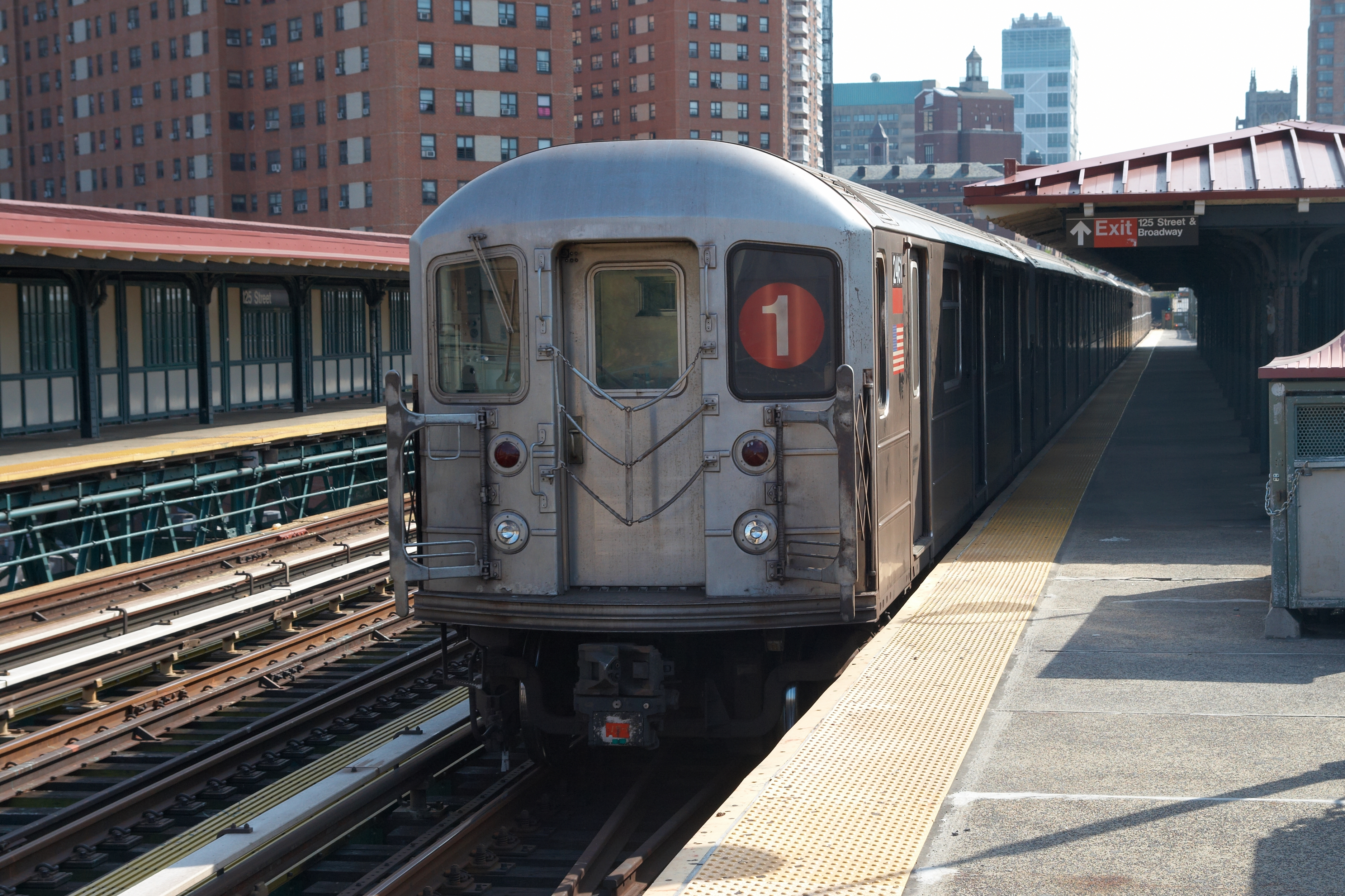
En 2012.
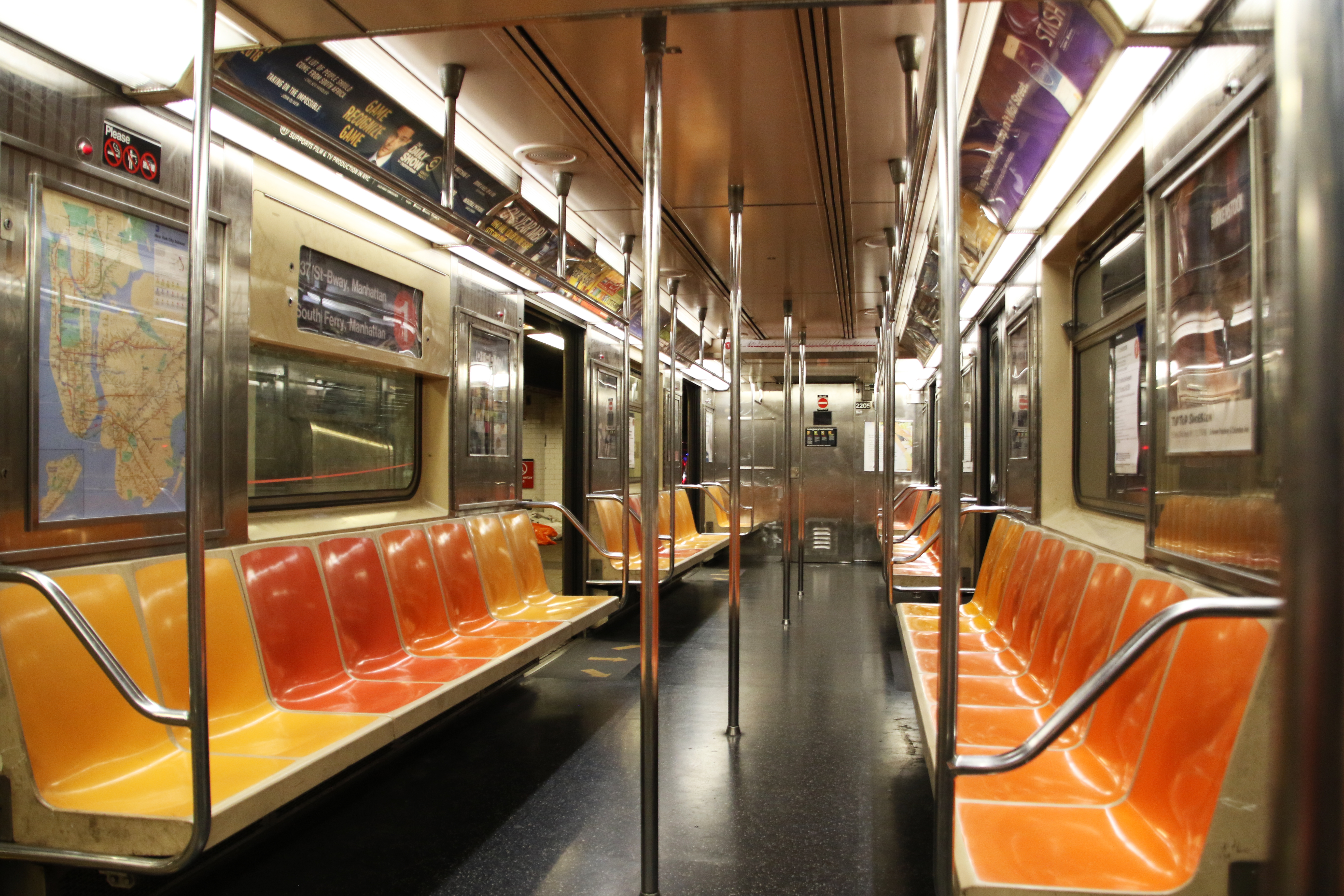
En 2018.
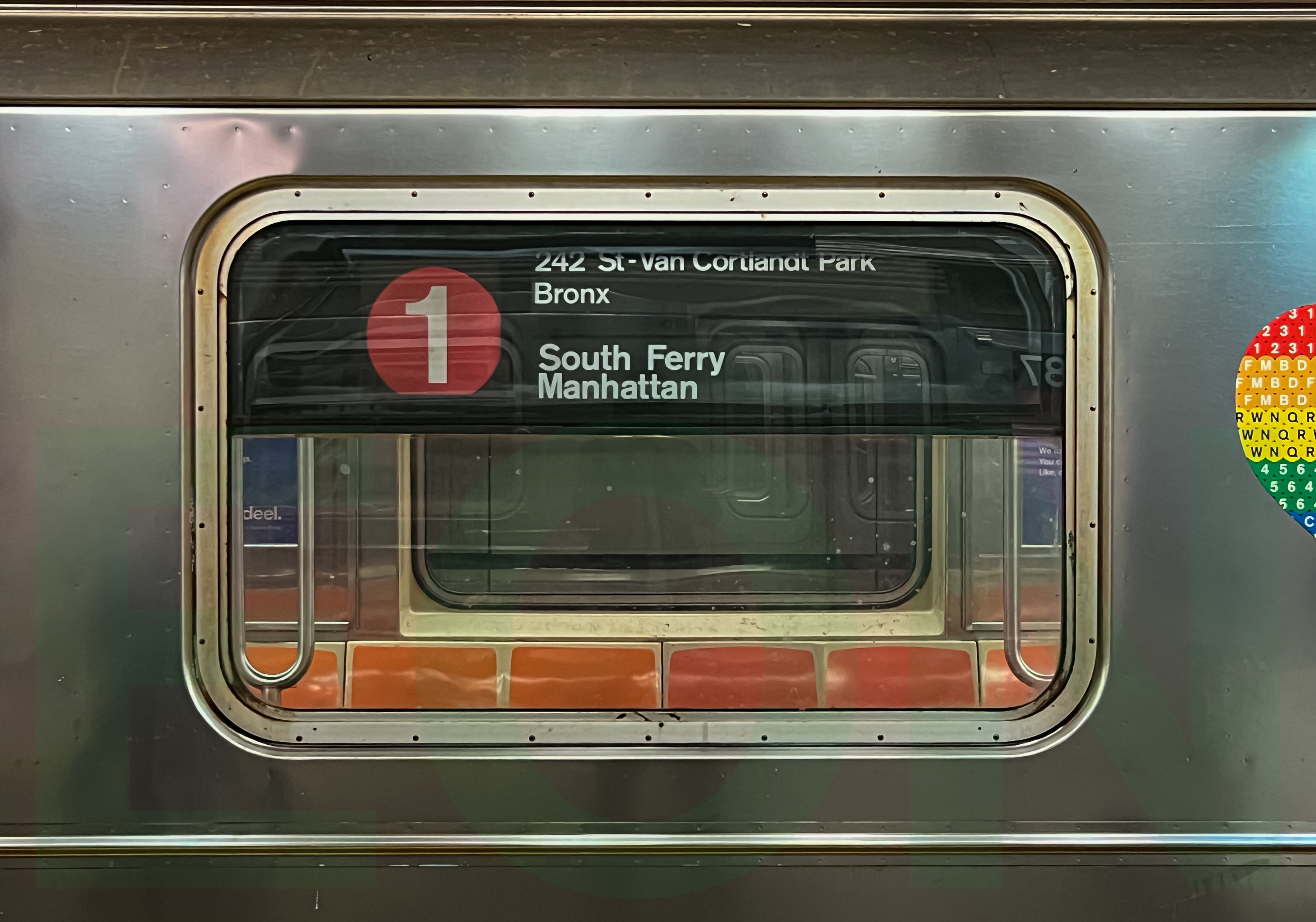
En 2023.

R62
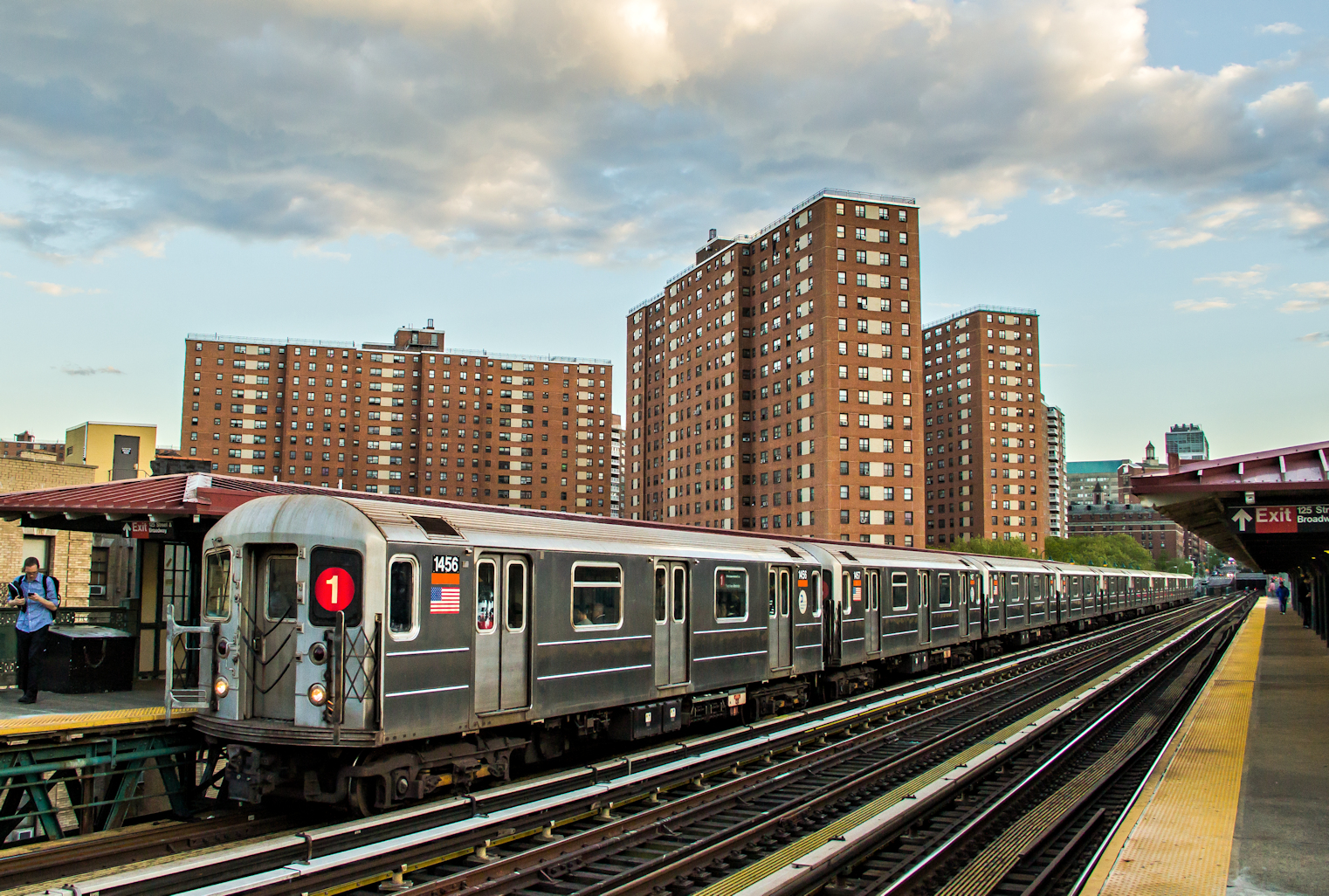
L’unique rame R62. Pris en 2017.